# (after)

"(after)"는 2018년 9월 21일에 발매한 미국의 인디 록 밴드 마운트 이리의 라이브 음반이다. 네덜란드의 축제 게스 후?에 2017년 참여하여 음반 "A Crow Looked at Me"와 "Now Only"의 곡을 부른 것을 녹음하여 발매한 것이다.
| 전문가 평가    | 전문가 평가 |
| 총 점수        | 총 점수     |
| 출처           | 점수        |
| -------------- | ----------- |
| 메타크리틱     | 86/100      |
| 평가 점수      |             |
| 출처           | 점수        |
| AllMusic       | [ 2 ]       |
| Exclaim!       | 8/10        |
| Pitchfork      | 8.1/10      |
| Tiny Mix Tapes | 5/5         |

## 평가
"(after)"는 음악 평단으로부터 찬사를 받았다. 주요 출판물의 리뷰를 100점 만점으로 평균화하는 리뷰 애그리게이터 웹사이트 메타크리틱에서는 7개의 리뷰를 통하여 86점을 기록하며 "전반적인 극찬"을 받았다.

### 순위
팝매터스가 선정한 2018년 베스트 20 포크 음반 순위에 6위로 이름을 올렸다.

## 트랙 리스트
전체 작사·작곡: 필 엘버럼
| #            | 제목                                     | 재생 시간 |
| ------------ | ---------------------------------------- | --------- |
| 1.           | 〈Real Death〉                           | 2:50      |
| 2.           | 〈Seaweed〉                              | 3:18      |
| 3.           | 〈Ravens〉                               | 7:02      |
| 4.           | 〈When I Take Out The Garbage At Night〉 | 2:21      |
| 5.           | 〈Emptiness Pt. 2〉                      | 2:40      |
| 6.           | 〈Soria Moria〉                          | 6:19      |
| 7.           | 〈Crow〉                                 | 2:19      |
| 8.           | 〈Distortion〉                           | 11:11     |
| 9.           | 〈Now Only〉                             | 5:57      |
| 10.          | 〈Crow Pt. 2〉                           | 7:09      |
| 11.          | 〈Remarks〉                              | 0:36      |
| 12.          | 〈Tintin In Tibet〉                      | 6:25      |
| 총 재생 시간 | 총 재생 시간                             | 58:13     |